# Wayne Shorter
Wayne Shorter, ameriški jazzovski saksofonist in skladatelj, * 25. avgust 1933, Newark, New Jersey, ZDA, † 2. marec 2023, Los Angeles, ZDA.
Javnosti je postal znan konec 50. let kot član in kasneje glavni komponist zasedbe Arta Blakeyja, Jazz Messengers. V 60. letih se je pridružil Davisovemu 2. kvintetu, kasneje pa je bil eden izmed ustanoviteljev jazz fusion skupine Weather Report. Posnel je več kot 20 solističnih albumov.
Številne Shorterjeve kompozicije so postale jazzovski standardi, njegovo udejstvovanje v glasbi pa si je prislužilo svetovno priznanje ter kritične pohvale.
Shorter je osvojil 10 grammyjev. Konec 60. let je svoje igranje preusmeril s tenorskega na sopranski saksofon in dobil priznanje tudi za obvladovanje sopranskega saksofona. 10-krat zapored je bil s strani kritikov revije Down Beat imenovan za najboljšega saksofonista na sopranskem saksofonu, 18-krat pa je bil za ta naziv imenovan s strani  bralcev revije. The New York Times ga je leta 2008 opisal kot "verjetno najboljšega jazzovskega komponista za manjše zasedbe in kandidata za najboljšega živečega improvizatorja." Leta 2017 je prejel nagrado Polar Music Prize.

## Biografija

### Zgodnje življenje in kariera
Shorter se je rodil v Newarku, New Jersey in je obiskoval srednjo šolo Newark Arts High School, kjer je leta 1952 maturiral. Oče ga je navdušil, da se je v najstniških letih pričel učiti klarinet, njegov brat Alan pa se je najprej učil altovskega saksofona. Med študijem je igral v orkestru Nat Phipps orchestra, igranja in razumevanja jazza pa se je učil tudi z obiskovanjem newyorškega kluba Birdland in vadenjem z Johnom Coltranom. Po diplomi na Univerzi v New Yorku leta 1956, je dve leti preživel v ameriški vojski. Predtem je kratek čas igral s Horacom Silverjem, po odhodu iz vojske pa je igral z Maynardom Fergusonom. V mladosti je Shorter dobil vzdevek "Mr. Gone", kakor je kasneje poimenoval enega izmed albumov skupine Weather Report.
Leta 1959 se je Shorter pridružil Artu Blakeyju. Z njim je ostal pet let in v tem času postal glasbeni direktor njegove zasedbe.

### Z Milesom Davisom (1964–70)
Ko je John Coltrane leta 1960 zapustil Davisovo zasedbo, da bi ustanovil svojo, je za svojo zamenjavo predlagal Shorterja, a Shorter ni bil dosegljiv. Davis je nato igral s Sonnyjem Stittom na tenorskem saksofonu, kasneje pa so se na tem instrumentu izmenjali še Hank Mobley, George Coleman in Sam Rivers. Leta 1964 je Davis prepričal Shorterja, da je zapustil Blakeyja in se pridružil njegovemu kvintetu, ki so ga sestavljali še Herbie Hancock, Ron Carter in Tony Williams. Davisov 2. kvintet je bil s strani številnih glasbenikov in kritikov imenovan kot ena najvplivnejših zasedb v zgodovini jazza, velik razlog pri tem pa so tudi Shorterjeve kompozicije. Za Davisa je veliko komponiral ("Prince of Darkness", "E.S.P.", "Footprints", "Sanctuary", "Nefertiti", in številne druge) in na nekaterih albumih prispeval polovico kompozicij.
Hancock je o Shorterjevem obdobju v skupini dejal: "Najboljši skladatelj te skupine je bil zame Wayne Shorter. Še vedno je mojster. Wayne je eden redkih, ki so Milesu prinesli glasbo, ki kasneje ni bila spremenjena." Davis je o Shorterju dejal, da je pravi komponist, da piše dele za vsakogar tako kakor sam želi, da bi zveneli. Dejal je še, da je Shorter prinesel radovednost glede ustvarjanja z glasbenimi pravili in jih je včasih tudi prelomil, a z glasbenim razumom.
Shorter je v Davisovi skupini ostal tudi po razpadu kvinteta leta 1968 in je z Davisom igral na njegovih zgodnjih jazz fusion albumih, vključno z In a Silent Way in Bitches Brew, ki sta izšla leta 1969 in 1970. Z Davisom je zadnjič snemal leta 1970.
Do leta 1969 je igral večinoma tenorski saksofon. Zadnji Davisov album, na katerem je Shorter večinoma igral tenorski saksofon je bil Filles de Kilimanjaro. Leta 1969 je igral sopranski saksofon na Davisovem albumu In a Silent Way in na solo albumu Super Nova, pri snemanju katerega sta sodelovala tudi Chick Corea in John McLaughlin, takratna Davisova sodelavca. Med Davisovimi koncerti in na posnetkih od poletja 1969 do pomladi 1970 je igral tako tenorski kot sopranski saksofon, od začetka 70. let pa je igral predvsem sopranski saksofon.

#### Solo kariera pri Blue Note
Vzporedno z delom pri Davisovemu kvintetu, je Shorter posnel več albumov pri založbi Blue Note Records, ki v veliki večini vsebujejo njegove lastne kompozicije, te pa je posnel s številnimi zasedbami. Njegov prvi album (izmed enajstih) za založbo Blue Note je bil Night Dreamer, ki ga je leta 1964 posnel v studiu Rudyja Van Geldra, sodelovali pa so še Lee Morgan, McCoy Tyner, Reggie Workman in Elvin Jones.
Iz tega obdobja sta znana njegova albuma JuJu in Speak No Evil. Skladbe s teh dveh albumov so znane po uporabi pentatoničnih melodij, harmoniziranih s pedalnimi toni in kompleksnimi harmoničnimi povezavami; strukturiranih solov, ki odsevajo melodijo in harmonijo kompozicije; in dolgih pavz kot integralnega dela glasbe, v nasprotju z drugimi, bolj efektivnimi saksofonisti tistega časa, kot je bil John Coltrane.
Kasnejši album The All Seeing Eye je bil posnet z večjo zasedbo, Adam's Apple iz leta 1966 pa je bil povratek k skrbno strukturiranim melodijam Shorterja, ki je tu vodil kvartet. Naslednje leto je album Schizophrenia posnel s sekstetom, ki so ga poleg njega sestavljali še Hancock in Carter ter trombonist Curtis Fuller, saksofonist in flavtist James Sapulding ter bobnar Joe Chambers.
Občasno je kot studijski glasbenik sodeloval z nekaterimi izvajalci kot so Donald Byrd, Tyner, Grachan Moncur III, Hubbard, Morgan ter sočlana Davisovega kvinteta, Hancock in Williams.

### Weather Report (1971–1986)
Po izdaji albuma Odyssey of Iska, leta 1970, je Shorter skupaj z Davisovim klaviaturistom Joejem Zawinulom in kontrabasistom Miroslavom Vitoušem ustanovil fusion skupino Weather Report. Preostala člana prvotne zasedbe sta bila še tolkalist Airto Moreira in bobnar Alphonse Mouzon. Po Vitouševem odhodu iz skupine leta 1973, sta Shorter in Zawinul vodila skupino vse do njenega razpada leta 1985. V skupini so igrali številni glasbeniki (Jaco Pastorius, Alphonso Johnson, Peter Erskine, ...), ki so pripomogli, da je skupina posnela številne zelo kvalitetne albume v različnih stilih, med temi pa so bili najbolj dominantni funk, bebop, latin jazz, futurizem in ljudska glasba.

#### Solo in stranski projekti
Shorter je prav tako snemal kritično uspešne albume kot solist. Med njegovimi bolj znanimi albumi je Native Dancer, na katerem sta igrala tudi Hancock in brazilski skladatelj in vokalist Milton Nascimento.
Konec 70. in začetek 80. let je koncertiral s kvintetom V.S.O.P.. Ta skupina je bila obuditev Davisovega kvinteta iz 60. let, trobento pa je igral Hubbard. Shorter se je z istimi nekdanjimi Davisovimi glasbeniki pojavil na dvojnem albumu Carlosa Santane, The Swing of Delight, za katerega je napisal nekaj skladb.
Med letoma 1977 in 2002 je sodeloval na 10 studijskih albumih Joni Mitchell, s čimer je postal znan širši publiki. Igral je tudi na podaljšanem solu skladbe "Aja", ki je leta 1977 izšla na albumu Aja, skupine Steely Dan.

### Kasnejša kariera
Po koncu skupine Weather Report, je Shorter nadaljeval s snemanjem in igranjem v jazz fusion stilu. Leta 1988 je koncertiral s kitaristom Carlosom Santano, ki je kot gost sodeloval pri snemanju zadnjega albuma Weather Report, This is This!, in z njim istega leta nastopil na Montreux Jazz Festivalu. Posnetki s koncerta so izšli leta 2007 na albumu Live at the Montreux Jazz Festival 1988. Leta 1987 je koncertiral na Lugano Jazz Festivalu s klaviaturistom Jimom Beardom, basistom Carlom Jamesom, bobnarko Terri Lyne Carrington in tolkalistko Marilyn Mazur. Leta 1989 je odigral saksofonski solo pri Don Henleyjevi skladbi "The End of the Innocence" ter produciral album Pilar, ki ga je posnela portugalska glasbenica Pilar Homem de Melo. Še vedno je občasno sodeloval s Herbiejem Hancockom in sodeloval pri albumu A Tribute to Miles, ki ga je kmalu po Davisovi smrti posnel skupaj s Hancockom, Carterjem, Williamsom in trobentačem Wallacem Roneyjem. V 90. letih je še vedno sodeloval pri albumih Joni Mitchell in sodeloval tudi pri snemanju soundtracka filma The Fugitive (1993).
Leta 1995 je izdal album High Life, ki je bil njegov prvi solo album po sedmih letih in prvi njegov album, ki je izšel pri založbi Verve Records. Shorter je prispeval vse skladbe, album pa je produciral skupaj z basistom Marcusom Millerjem. High Life je leta 1997 prejel Grammyja za najboljši sodobni jazzovski album.
Leta 1996 je s strani Montreal International Jazz Festivala prejel Nagrado Milesa Davisa.
Leta 1997 je ponovno sodeloval s Hancockom na zelo cenjenem albumu 1 + 1. Za skladbo "Aung San Suu Kyi", imenovano po mjanmarskem demokratičnem aktivistu, sta Hancock in Shorter osvojila grammyja.
Leta 1998 je prejel najvišje ameriško jazzovsko priznanje, NEA Jazz Masters, leto zatem pa je prejel častni doktorat s strani Berklee College of Music.
Novinarka Michelle Mercer je leta 2004 izdala Shorterjevo biografijo Footprints: The Life and Work of Wayne Shorter. Knjiga opisuje delavna življenja glasbenikov ter Shorterjeve misli in budistična prepričanja.
Leta 2008 je prišla v javnost vest, da bo Shorter eden izmed glavnih nastopajočih na Gnaouaa World Music Festivalu v Essaouiri, v Maroku. Čez pet let je izšel njegov album Without a Net, ki je bil njegov prvi album za založbo Blue Note Records po albumu Odyssey of Iska.

#### Kvartet
Leta 2000 je Shorter ustanovil prvo stalno akustično skupino pod svojim imenom. Ta kvartet so sestavljali še pianist Danilo Perez, basist John Patitucci in bobnar Brian Blade. Kvartet izvaja predvsem Shorterjeve kompozicije in preoblikovane melodije iz 60. let. Zasedba je posnela tri albume v živo: Footprints Live! (2002), Beyond the Sound Barrier (2005) in Without a Net (2013). Kvartet je prejel dobre odzive s strani kritikov in poslušalcev, posebno zaradi moči Shorterjevega igranja tenorskega saksofona. Beyond the Sound Barrier je leta 2006 prejel grammyja za najboljši jazzovski instrumentalni album.
Shorterjev album Alegría, ki je izšel leta 2003, je leta 2004 prejel grammyja za najboljši jazzovski instrumentalni album. Album je posnel kvartet z gostujočimi glasbeniki, kot so Brad Mehldau, bobnar Carrington in nekdanji tolkalist skupine Weather Report Alex Acuña. Shorterjeve kompozicije, med katerimi so tudi predelave del iz obdobja z Davisom, vsebujejo kompleksne latino ritme, za katere se je Shorter specializiral v času, ko je igral pri Weather Report.
Ameriško združenje jazzovskih novinarjev je leta 2006 izbralo Kvartet Wayna Shorterja za najboljšo manjšo jazzovsko zasedbo leta.

### Priznanja za življenjske dosežke
17. septembra 2013 je Shorter prejel nagrado za življenjsko delo s strani Thelonious Monk Institute of Jazz.
18. decembra 2014 je Snemalna Akademija sporočila, da bo Shorter prejel grammyja za življenjsko delo v čast njegovim "plodnim prispevkom k ameriški kulturi in zgodovini".
Leta 2016 je Shorter prejel nagrado Guggenheim Fellowship na področju glasbene kompozicije in je bil edini jazzovski glasbenik, ki je leta 2016 prejel to nagrado.
Leta 2017 je bilo oznanjeno, da je Shorter skupni zmagovalec nagrade Polar Music Prize. Komisija je poudarila: "Brez glasbenih raziskav Wayna Shorterja, bi moderna glasba ne bila tako globoka."

### Wayne Shorter: Zero Gravity
17. maja 2017 je izšel dokumentarni film o življenju Wayna Shorterja z naslovom Wayne Shorter: Zero Gravity.

### Mega Nova
Leta 2016 je bilo v medijih objavljeno, da bodo Shorter, Carlos Santana in Herbie Hancock začeli koncertirati skupaj pod imenom Mega Nova. V superskupino sta bila vključena še basist Marcus Miller in bobnarka Cindy Blackman Santana. Prvi koncert skupine je bil 24. avgusta 2016 v Hollywood Bowlu.

### Osebno življenje
Shorter je leta 1961 spoznal Teruko (Irene) Nakagami. Kasneje sta se poročila in imela hčerko, Miyako. Nekatere njegove kompozicije so avtorsko zaščitene kot "Miyako Music", njej pa je Shorter posveti skladbi "Miyako" in "Infant Eyes". Shorter in Teruko sta se ločila leta 1964.
Leta 1966 je Shorter srečal Ano Mario Patricio, leta 1970 pa sta se poročila. Leta 1985 je njuna hčerka Iska umrla zaradi tonično-kloničnega epileptičnega napada v starosti 14 let. Ana Maria in nečakinja Dalila sta umrli 17. julija 1996 na letu TWA 800, ko sta potovali k Shorterju v Italijo. Dalila je bila hčerka sestre Ane Marie in njenega moža, jazzovskega vokalista Jona Luciena. 2. februarja 1999 se je Shorter poročil s Carolino Dos Santos, bližnjo prijateljico Ane Marie.
Shorter prakticira Nichiren budizem in je dolgoletni član budistične zveze Soka Gakkai International.

## Diskografija
| - Introducing Wayne Shorter (1959) - Wayning Moments (1962) - Night Dreamer (1964) - JuJu (1965) - Speak No Evil (1966) - The All Seeing Eye (1966) - Adam's Apple (1967) - Schizophrenia (1969) - Super Nova (1969) - Odyssey of Iska (1971) - Second Genesis (1974) - Moto Grosso Feio (1974) - Native Dancer z Miltonom Nascimentom (1974) - The Soothsayer (1979) - Et Cetera (1980) - Atlantis (1985) - Phantom Navigator (1987) - Joy Ryder (1988) - High Life (1995) - 1 + 1 s Herbiejem Hancockom (1997) - Footprints Live! (2002) - Alegría (2003) - Beyond the Sound Barrier (2005) - Live at the Montreux Jazz Festival 1988 s Carlosom Santano (2007) - Without a Net (2013) - Weather Report (1971) - I Sing the Body Electric (1972) - Live in Tokyo (1972) - Sweetnighter (1973) - Mysterious Traveller (1974) - Tale Spinnin' (1975) - Black Market (1976) - Heavy Weather (1977) - Mr. Gone (1978) - 8:30 (1979) - Night Passage (1980) - Weather Report (1982) - Procession (1983) - Domino Theory (1984) - Sportin' Life (1985) - This Is This! (1986) - Live and Unreleased (2002) - Forecast: Tomorrow (2006) - Africaine (1959) - Paris Jam Session (1959) - A Night in Tunisia (1960) - Like Someone in Love (1960) - Meet You at the Jazz Corner of the World (1960) - Roots & Herbs (1960) - The Big Beat (1960) - A Day with Art Blakey (1961) - Art Blakey!!!!! Jazz Messengers!!!!! (1961) - Buhaina's Delight (1961) - Mosaic (1961) - The Freedom Rider (1961) - The Witch Doctor (1961) - Tokyo 1961 (1961) - Paris Jazz Concert: Olympia May 13th 1961 (1961) - Caravan (1962) - Three Blind Mice (1962) - Ugetsu (1963) - Free for All (1964) - Kyoto (1964) - Indestructible (1964) - Golden Boy (1964) - Ready for Freddie (1961) - Here to Stay (1962) - The Body & the Soul (1963) - Search for the New Land (1964) - The Gigolo (1965) - Delightfulee (1966) - Standards (1967) - The Procrastinator (1967) | - Jingle Bell Jazz (1962) - The Giants of Jazz (1963) - Miles in Berlin (1964) - E.S.P. (1965) - Miles Smiles (1966) - Sorcerer (1967) - Nefertiti (1967) - Miles in the Sky (1968) - Filles de Kilimanjaro (1968) - In a Silent Way (1969) - Bitches Brew (1970) - Big Fun (1974) - Water Babies (1976) - Circle in the Round (1979) - Directions (1980) - 1969 Miles Festiva De Juan Pins (1993) - The Complete Live at the Plugged Nickel 1965 (1995) - Live at the Fillmore East, March 7, 1970: It's About that Time (2001) - Live in Europe 1967: The Bootleg Series Vol. 1 (2011) - Live in Europe 1969: The Bootleg Series Vol. 2 (2013) - Miles Davis at Newport 1955-1975: The Bootleg Series Vol. 4 (2015) - Man-Child (1975) - V.S.O.P. (1977) - VSOP: The Quintet (1977) - VSOP: Tempest in the Colosseum (1977) - VSOP: Live Under the Sky (1979) - Sound-System (1984) - Round Midnight – Original Motion Picture Soundtrack (1986) - The Other Side of Round Midnight Featuring Dexter Gordon (1986) - A Tribute to Miles (1994) - 1 + 1 (1997) - Gershwin's World (1998) - Future2Future (2001) - River: The Joni Letters (2007) - The Imagine Project (2010) - Don Juan's Reckless Daughter (1977) - Mingus (1979) - Wild Things Run Fast (1982) - Dog Eat Dog (1985) - Chalk Mark in a Rain Storm (1988) - Night Ride Home (1990) - Turbulent Indigo (1994) - Taming the Tiger (1998) - Both Sides Now (2000) - Travelogue (2002) - Wynton Kelly: Kelly Great (1959) - The Young Lions: The Young Lions (1960) - Benny Golson: Pop + Jazz = Swing (1961) - Donald Byrd: Free Form (1961) - Grachan Moncur III: Some Other Stuff (1964) - Gil Evans: The Individualism of Gil Evans (1964) - Tony Williams: Spring (1965) - Bobby Timmons: The Soul Man! (1966) - Lou Donaldson: Lush Life (1967) - McCoy Tyner: Expansions (1968) - McCoy Tyne: Extensions (1970) - Joe Zawinul: Zawinul (1971) - Jaco Pastorius: Jaco Pastorius (1976) - Steely Dan: Aja (1977) - Carlos Santana: The Swing of Delight (1980) - Jaco Pastorious: Word of Mouth (1981) - Pino Daniele: Bella 'mbriana (1982) - Michel Petrucciani: The Power of Three (1986) - Toninho Horta: Diamond Land (1988) - Don Henley: The End of the Innocence (1989) - Kazumi Watanabe: Kilowatt (1989) - The Manhattan Project: The Manhattan Project (1990) - John Scofield: Quiet (1996) - The Rolling Stones: Bridges to Babylon (1997) - Lionel Loueke: Karibu (2008) - Norah Jones: Day Breaks (2016) |

## Nagrade in priznanja
- 1962: Zmagovalec ankete New Star Saxophonist, revije Down Beat[13]
- 1996: Nagrada Milesa Davisa, Montreal International Jazz Festival[56]
- 1998: NEA Jazz Masters[58]
- 1999: Častni doktorat glasbe univerze Berklee College of Music[59]
- 2006: Jazzovska nagrada za Manjši ansambel leta s strani Jazz Journalists Association (Wayne Shorter Quartet)[70]
- 2017: Polar Music Prize[9]

### Grammyji
| Leto | Kategorija                                                    | Naslov                   | Opombe                                                                          |
| ---- | ------------------------------------------------------------- | ------------------------ | ------------------------------------------------------------------------------- |
| 1979 | Najboljša jazz fusion izvedba                                 | 8:30                     | z Weather Report                                                                |
| 1987 | Najboljša instrumentalna kompozicija                          | »Call Sheet Blues«       | s Herbiejem Hancockom, Ronom Carterjem in Billyjem Higginsom                    |
| 1994 | Najboljša instrumentalna jazz izvedba posameznika ali skupine | A Tribute to Miles       | s Herbiejem Hancockom, Ronom Carterjem, Tonyjem Williamsom in Wallacem Roneyjem |
| 1996 | Najboljši sodobni jazz album                                  | High Life                |                                                                                 |
| 1997 | Najboljša instrumentalna kompozicija                          | »Aung San Suu Kyi«       | s Herbiejem Hancockom                                                           |
| 1999 | Najboljši instrumentalni jazz solo                            | »In Walked Wayne«        |                                                                                 |
| 2003 | Najboljša instrumentalna kompozicija                          | »Sacajawea«              |                                                                                 |
| 2003 | Najboljša instrumentalna jazz izvedba posameznika ali skupine | Alegría                  |                                                                                 |
| 2005 | Najboljša instrumentalna jazz izvedba posameznika ali skupine | Beyond the Sound Barrier |                                                                                 |
| 2014 | Najboljši instrumentalni jazz solo                            | »Orbits«                 |                                                                                 |